# Koninklijke Auris Groep
De Koninklijke Auris Groep is een Nederlandse organisatie die onderwijs, begeleiding en zorg biedt aan kinderen, jongeren en volwassenen met gehoor-, spraak- en taalmoeilijkheden. Onder de organisatie vallen scholen voor speciaal en voortgezet speciaal onderwijs en audiologische centra voor onderzoek en advies. Auris biedt verder ambulante dienstverlening en gezinsbegeleiding. Het werkgebied omvat Midden- en Zuidwest-Nederland. Auris telde in 2016 negentien scholen voor speciaal onderwijs (waarvan vier scholen voor voortgezet onderwijs) vier ambulante diensten, drie audiologische centra en zestien zorglocaties. De omzet van de stichting met ANBI-status bedroeg in 2016 bijna € 90 miljoen.

## Geschiedenis

### Koninklijke Ammanstichting

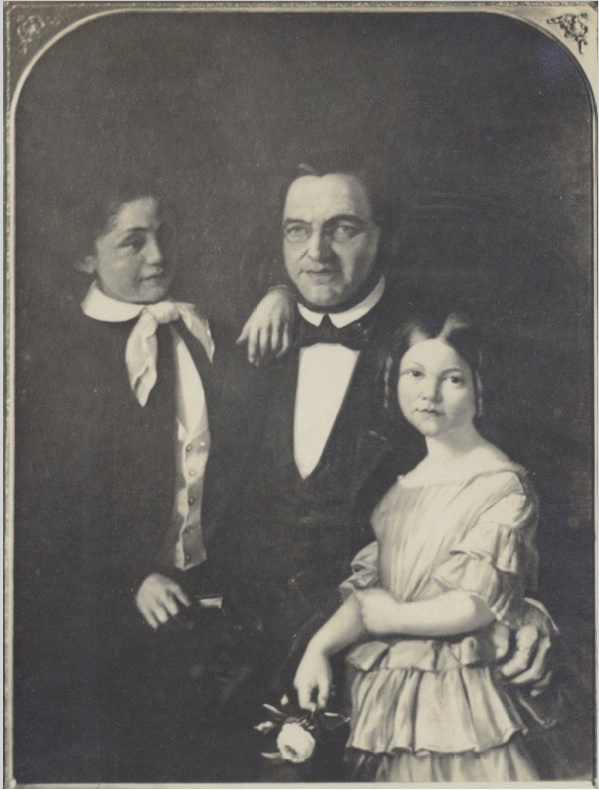
Directeur David Hirsch met de dove kinderen van Machiel Polano, zijn eerste twee leerlingen (1853)

De voorloper, de Koninklijke Amman Stichting, werd in Rotterdam in 1853 opgericht en was aanvankelijk een instituut voor doofstommenonderwijs. De straat waar de school stond, de Nieuwe Kerkstraat, werd in 1942 omgedoopt tot Ammanstraat. De Ammanstichting, in 1967 opgericht vanuit een nauw samenwerkingsverband tussen de scholen voor dove kinderen en het in 1962 opgericht Audiologisch Centrum Rotterdam, werd in 1978 het predicaat koninklijk verleend naar aanleiding van haar 125-jarige bestaan als instituut voor dovenonderwijs. Van 1962 tot 2007 was de (Koninklijke) Amman Stichting in deze school gevestigd, na sloop en nieuwbouw in 2016 keerde de organisatie terug naar deze plek vanuit Gouda.
Stichting, straat en naastliggend plein waren vernoemd naar Johan Conrad Amman (1669 - 1724), arts en dovenleraar die een systeem voor spraaklessen ontwikkelde en beschreef in het boek 'de sprekende dove'. 
De naam van het instituut werd in 1963 gewijzigd naar het Rudolf Mees Instituut als een eerbetoon voor de voorzitter van 1867 tot 1890, Rudolf Mees. Sinds 5 februari 2003 heet het instituut dr. M Polanoschool, vernoemd naar de chirurg Machiel Polano die in zijn huis een schooltje begon in 1847.

### Auditief Communicatief Centrum
Auditief Communicatief Centrum Midden-Nederland (ACC) te Utrecht was in 1998 opgericht.

### De Kring
De Kring te Goes, dat speciaal basisonderwijs voor kinderen met auditieve beperking of TOS van 4 tot 13 verzorgt, werkte al vanaf omstreeks 1980 samen met Koninklijke Ammanstichting en was dan ook als eerste in de fusiegesprekken eind 20e eeuw betrokken.

## Fusie
Na het tekenen van intentieverklaring in september 1999 is de Koninklijke Ammanstichting op 1 mei 2002 met Auditief Communicatief Centrum Midden-Nederland (ACC) te Utrecht en De Kring te Goes gefuseerd tot de Koninklijke Auris Groep. Koningin Beatrix ging toen akkoord met het behouden van predicaat Koninklijk.